# Fan Ming
Fan Ming, född 4 december 1914, död 23 februari 2010 i Peking, var en kinesisk kommunistisk politiker och general.
Han gick med i Kinas kommunistiska ungdomsförbund 1932 och i Kinas kommunistiska parti 1938. Under det andra sino-japanska kriget var han politisk kommissarie i den kinesiska nationella armén och han hade också viktiga positioner i Folkets befrielsearmé under det kinesiska inbördeskriget.
Fan Ming tillhörde Befrielsearméns nordvästra byrå för "befrielsen av Tibet" och deltog i införlivandet av Tibet i Folkrepubliken Kina åren 1950-51. Han var partisekreterare i regionen en kort tid 1951. Under sin tid i Tibet blev han känd för sin hårdföra hållning mot Dalai Lama och han lyckades inte heller samarbeta med sina kolleger från Befrielsearméns sydvästra byrå, som också hade ansvar för kommunisternas politik i Tibet.
1955 utnämndes han till generalmajor i Befrielsearmén. 1962 föll han i onåd och han satt 18 år i Qinchengfängelset. 